# Ismail Sidqi Pasha
Ismail Sidqi Pasha, född 1875, död 1950, var Egyptens regeringschef från 20 juni 1930 till 22 september 1933 och från 17 februari till 9 december 1946.